# Flandern-Rundfahrt (Frauenrennen)
Im Rahmen der jährlichen Flandern-Rundfahrt wird seit 2004 ein Frauenradrennen ausgetragen. 

## Geschichte und Streckenführung
Seit seiner ersten Austragung startet das Rennen in Oudenaarde, wo es seit 2012 auch endet. Sein Parcours ist eine verkürzte Version des Männer-Rennens mit identischem Finale, wenngleich sich seine Länge im Laufe der Jahre von 94 km auf über 150 km erweiterte. Bis 2011 war das Ziel demzufolge in Meerbeke und wurde über die Mauer von Geraardsbergen und den Bosberg erreicht. Seit 2012 spielen Oude Kwaremont und Paterberg eine zentrale Rolle. Seit 2014 steht zuvor der Kruisberg im Programm, seit 2019 zusätzlich der Taaienberg und seit 2022 auch der Koppenberg samt Steenbeekdries.
Das Rennen gehörte von Beginn an zum Straßen-Weltcup der Frauen bzw. zu seiner Nachfolgeserie, der UCI Women’s WorldTour. Es findet gleichzeitig mit dem der Männer statt und endet je nach Ausgabe etwa eine Stunde früher oder später; die beiden Siegerehrungen finden gemeinsam statt. Seit 2022 ist das Preisgeld identisch zu dem des Männer-Rennens; mit 20,000 € für die Gewinnerin und 50,000 € insgesamt war es bis dato das höchstdotierte Eintagesrennen im Frauen-Kalender.

## Palmarès
| Jahr | Sieger                      | Zweiter              | Dritter                       |
| ---- | --------------------------- | -------------------- | ----------------------------- |
| 2004 | Sülfija Sabirowa            | Trixi Worrack        | Leontien Zijlaard-van Moorsel |
| 2005 | Mirjam Melchers             | Susanne Ljungskog    | Monia Baccaille               |
| 2006 | Mirjam Melchers             | Christiane Soeder    | Loes Gunnewijk                |
| 2007 | Nicole Cooke                | Sülfija Sabirowa     | Marianne Vos                  |
| 2008 | Judith Arndt                | Kristin Armstrong    | Kirsten Wild                  |
| 2009 | Ina-Yoko Teutenberg         | Kirsten Wild         | Emma Johansson                |
| 2010 | Grace Verbeke               | Marianne Vos         | Kirsten Wild                  |
| 2011 | Annemiek van Vleuten        | Tatjana Antoschina   | Marianne Vos                  |
| 2012 | Judith Arndt                | Kristin Armstrong    | Joëlle Numainville            |
| 2013 | Marianne Vos                | Ellen van Dijk       | Emma Johansson                |
| 2014 | Ellen van Dijk              | Lizzie Armitstead    | Emma Johansson                |
| 2015 | Elisa Longo Borghini        | Jolien D’hoore       | Anna van der Breggen          |
| 2016 | Lizzie Armitstead           | Emma Johansson       | Chantal Blaak                 |
| 2017 | Coryn Rivera                | Gracie Elvin         | Chantal Blaak                 |
| 2018 | Anna van der Breggen        | Amy Pieters          | Annemiek van Vleuten          |
| 2019 | Marta Bastianelli           | Annemiek van Vleuten | Cecilie Uttrup Ludwig         |
| 2020 | Chantal van den Broek-Blaak | Amy Pieters          | Lotte Kopecky                 |
| 2021 | Annemiek van Vleuten        | Lisa Brennauer       | Grace Brown                   |
| 2022 | Lotte Kopecky               | Annemiek van Vleuten | Chantal van den Broek-Blaak   |
| 2023 | Lotte Kopecky               | Demi Vollering       | Elisa Longo Borghini          |
| 2024 | Elisa Longo Borghini        | Katarzyna Niewiadoma | Shirin van Anrooij            |
| 2025 |                             |                      |                               |